# Залуження
Залу́ження — система заходів, спрямованих на створення або поліпшення продуктивного трав'яного покриву на схилах балок, горбів, річкових терас з метою закріплення поверхні і запобігання ерозії.